# .bt
bt. دامنه اینترنتی کشور بوتان است.